# Талисман Карла Великого
Талисман Карла Великого (фр. Talisman de Charlemagne) — портативный реликварий-энколпион, созданный не позже XII века (по легенде — в IX веке). Является частью сокровищ собора Реймса и хранится во дворце То.

## Описание
Длина медальона 7,3 см. Он выполнен из золота в весьма сложной для Раннего Средневековья технике ажурного литья и украшен драгоценными камнями-кабошонами круглой и прямоугольной формы, а также жемчугом. В изделии не используется эмаль и отсутствуют элементы орнамента, изображающие людей или животных (иногда это рассматривается как аргумент в пользу арабского происхождения талисмана). Первоначально центральная часть состояла из двух больших сапфиров (как показало исследование, добытых на Шри-Ланке), но в 1804 году один из камней был заменен легированным стеклом, а волосы Богородицы, находившиеся внутри — на фрагменты Животворящего Креста.

## История
Это реликварий якобы был преподнесён в дар Карлу Великому халифом Харун ар-Рашидом в 801 году. Составлял часть набора, включавшего в себя ключи от Гроба Господня, стяг Иерусалима, охотничий рог из слоновой кости и дамасскую саблю. Считается, что талисман был обнаружен во время эксгумации тела Карла Великого либо при императоре Оттоне III в 1000 году, либо при Фридрихе Барбароссе 8 января 1166 (точно это неизвестно), после чего хранился в казначействе Ахена до XIX века.
Однако высказываются сомнения в такой версии происхождения изделия, относящие его изготовление не к IX, а к XII веку. Именно с XII века история талисмана прослеживается документально, однако его не называли «талисманом Карла Великого» до 1620 года. Нет никаких документальных доказательств того, что талисманом владел Карл Великий. (Впрочем, современник Карла, ученый-аббат Алкуин упоминал в письмах о распространяющемся обычае носить на шее реликварии с фрагментами мощей святых. Но этот обычай в итоге закрепился и существовал в католичестве многие века, поэтому подобное изделие могло быть изготовлено и существенно позже).
Императрица Жозефина, жена Наполеона, носила его при коронации в 1804 году. Позже он перешел к Наполеону III, а в 1919 году его вдова передала реликвию архиепископу Реймса.